# Chrobotek cienki

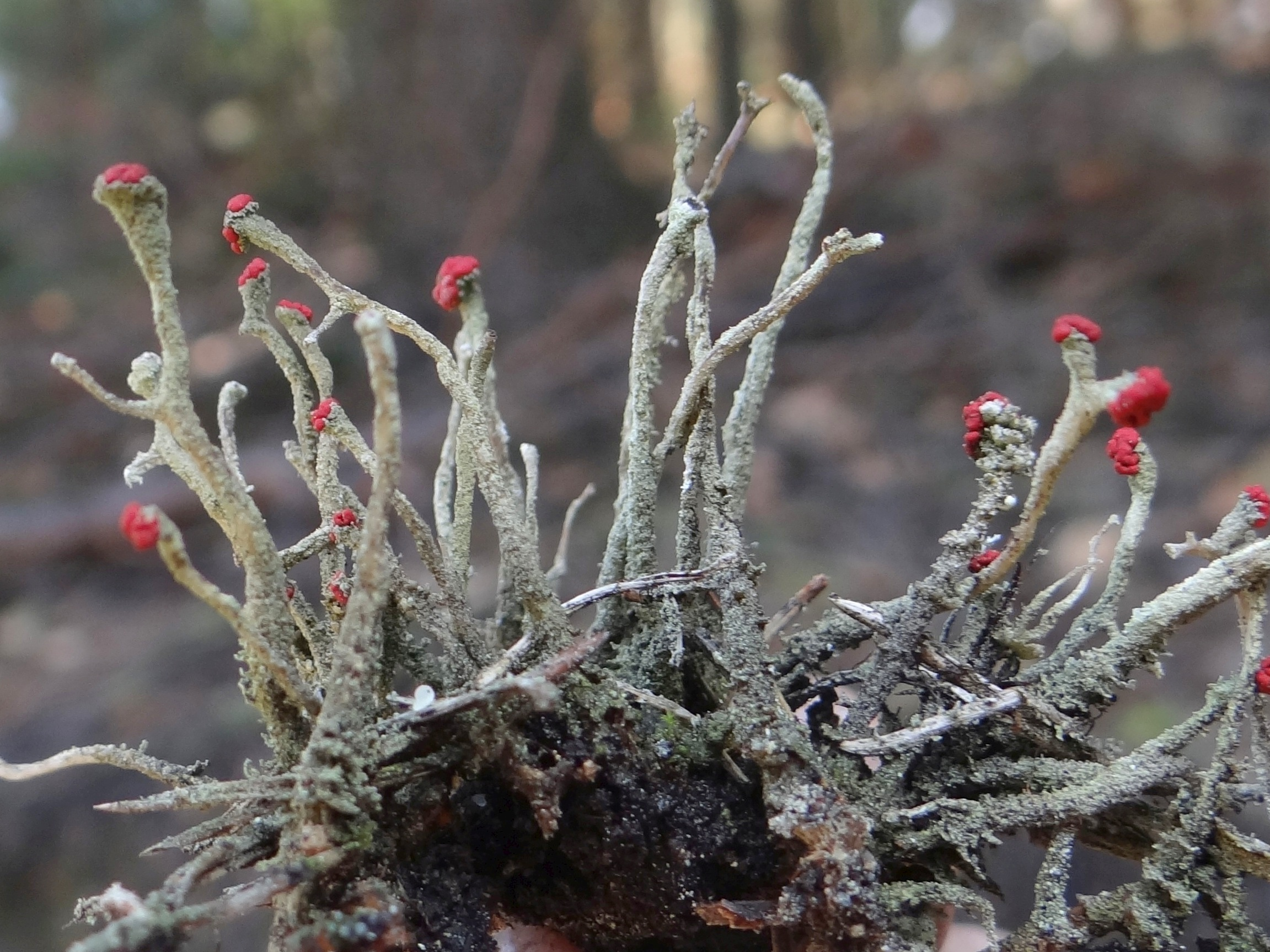

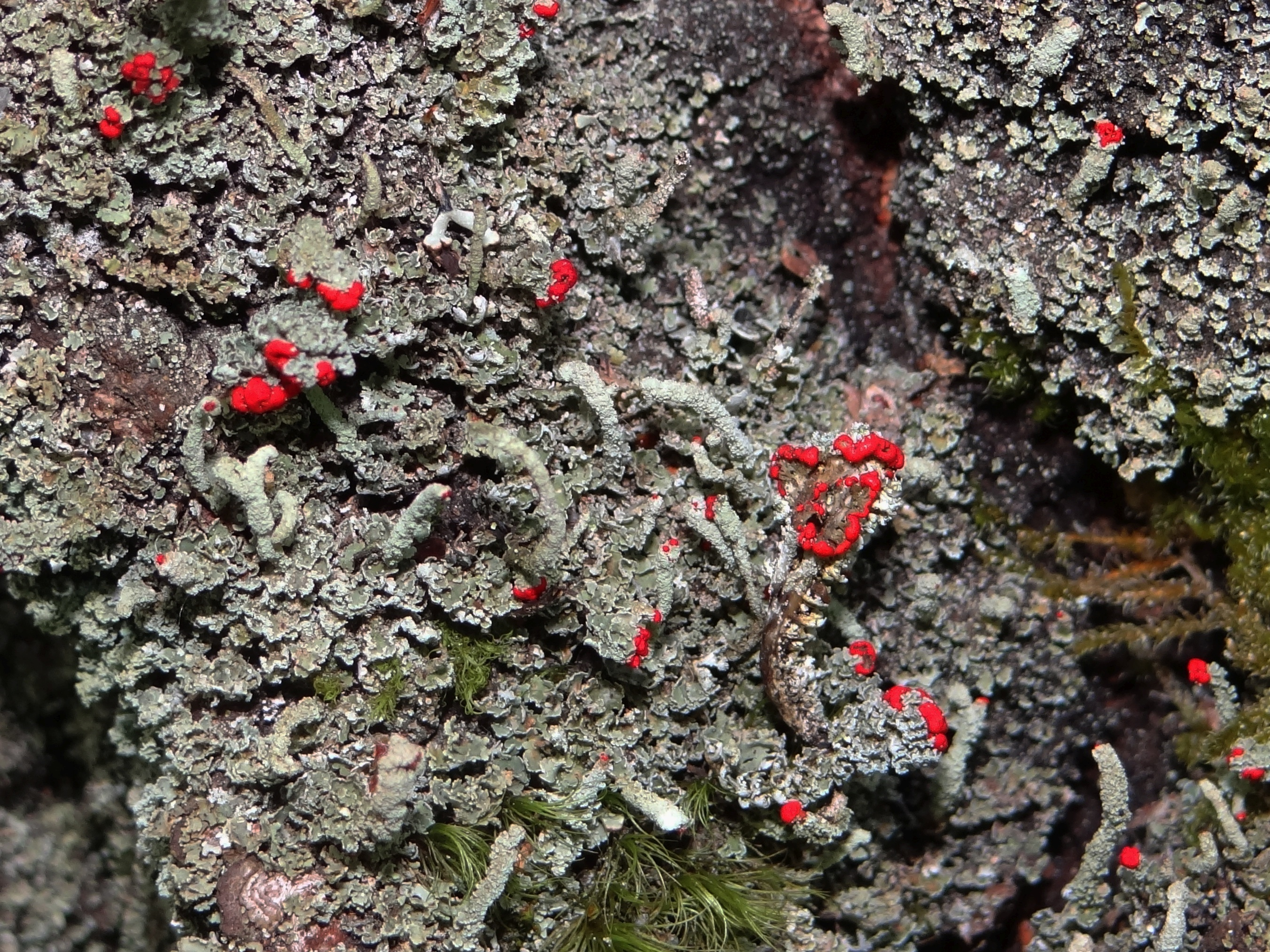
Chrobotki cienkie na pniu drzewa

Chrobotek cienki (Cladonia macilenta Hoffm.) – gatunek grzybów należący do rodziny chrobotkowatych (Cladoniaceae). Ze względu na współżycie z glonami zaliczany jest do porostów. 

## Systematyka i nazewnictwo
Pozycja w klasyfikacji według Index Fungorum: Cladonia, Cladoniaceae, Lecanorales, Lecanoromycetidae, Lecanoromycetes, Pezizomycotina, Ascomycota, Fungi.
Niektóre synonimy naukowe:

- Cladonia brebissonii var. ostreata (Nyl.) M. Choisy 1955
- Cladonia cylindrica var. squamigera (Vain.) M. Choisy 1951
- Cladonia cylindrica var. vermicularis (Rabenh.) M. Choisy 1951
- Cladonia macilenta var. flabellulata Müll. Arg. 1893
- Cladonia macilenta var. ostreata Nyl.
- Cladonia macilenta var. scabrosa (Mudd) Cromb.
- Cladonia macilenta var. squamigera Vain. 1887
- Cladonia ostreata (Nyl.) Britzelm.

Nazwa polska według Krytycznej listy porostów i grzybów naporostowych Polski.
Dawniej gatunek ten na podstawie obecności lub braku kwasu tamnoliowego dzielono na dwie odmiany: Cladonia macilenta var. macilenta Hoffm. oraz Cladonia macilenta var. bacillaris (Ach.) Schaer. Według Index Fungorum ta druga odmiana podniesiona została do rangi odrębnego rodzaju Cladonia bacillaris (Ach.) Genth 1835.

## Charakterystyka
Plecha pierwotna trwała, lub zanikająca, złożona z drobnych, wcinanych lub karbowanych łusek. Mają długość 1–6 mm i szerokość 2–5 mm. Z plechy tej wyrastają podecja o wysokości 20–30 mm i grubości 1–4 mm. Są wałeczkowate, pojedyncze lub słabo rozgałęzione, zakończone spiczasto lub okrągławo, bez kieliszków. Powierzchnia jest barwy białawej, szarawej lub zielonej. Podecja są bez łusek, ewentualnie posiadają łuski tylko w dolnej części, natomiast na całej długości gęsto pokryte są urwistkami.
Plecha zawiera glony protokokkoidalne. Na szczytach podecjów często występują czerwone apotecja lecideowe o średnicy 0,5–1,5 mm. W jednym worku powstaje po 8 bezbarwnych, jednokomórkowych askospor o rozmiarach 8–14 × 2,5–3,5 μm. Na szczytach podecjów i na łuskach licznie występują czerwone pyknidia o jajowatym lub wałeczkowatym kształcie. Powstają w nich pykniospory o rozmiarach 3–8 × 0,5–1 μm.
Reakcje barwne: K + żółte, trwałe lub K-, C + i KC + żółto-kanarkowe lub C- i KC-, P + pomarańczowe lub P-.

## Występowanie i siedlisko
Występuje na wszystkich kontynentach świata z wyjątkiem Antarktydy, ale spotykany jest na niektórych należących do Antarktyki wyspach. Występuje także na wielu wyspach. Na półkuli północnej północna granica zasięgu sięga po północne wybrzeże Grenlandii i Półwyspu Skandynawskiego. W Polsce występuje pospolicie na terenie całego kraju.
Rośnie najczęściej na próchnicznej lub piaszczystej glebie, na próchniejącym drewnie oraz u podstawy pni drzew. Szczególnie często spotykany jest w lasach iglastych, zwłaszcza na obrzeżach dróg leśnych, a także na wrzosowiskach i torfowiskach.

## Gatunki podobne
Jest kilka podobnych chrobotków. Najbardziej podobny jest chrobotek Floerkego (Cladonia floerkeana), na dokładkę występuje on na tych samych siedliskach, co chrobotek cienki i również jest pospolity. Odróżnia się większymi apotecjami i reakcjami barwnymi. Morfologiczne odróżnienie tych gatunków jest trudne.